# Detroiters
Detroiters é uma série de televisão de comédia estadunidense criada por Sam Richardson, Tim Robinson, Zach Kanin e Joe Kelly. A série estreou no Comedy Central em 7 de fevereiro de 2017 e durou duas temporadas. Em 11 de dezembro de 2018, o Comedy Central cancelou o programa.

## Elenco
- Sam Richardson como Sam Duvet
- Tim Robinson como Tim Cramblin

### Recorrente
- Pat Vern Harris como Sheila Portnadi, the secretary at Cramblin Advertising
- Lailani Ledesma como Lea, an intern at Cramblin Advertising
- Mort Crim como ele mesmo
- Shawntay Dalon como Chrissy Cramblin[1]
- Andre Belue como Tommy Pencils
- Quintin Hicks como Quintin, o Barman
- Jason Sudeikis como Carter Grant[1]
- Christopher Powell como Ned
- Carolette Phillips como Rhonda Devereux

### Convidados
- Kevin Nash como "Big Hank" Cramblin
- Chris Redd
- Keegan-Michael Key
- Cecily Strong
- Michael Che
- Marc Evan Jackson como Dr. Kozak
- Larry Joe Campbell
- Richard Karn como ele mesmo
- Malcolm-Jamal Warner
- Rick Mahorn como ele mesmo
- Jim Harbaugh como ele mesmo
- Steve Higgins como Eddie Champagne
- Tim Meadows como Walt Worsch
- George Wallace como Freddie "Motown" Brown
- Wendy Raquel Robinson como Conselheira Gwinett
- Conner O'Malley como Trevor, irmão de Tim

## Episódios
| Temporada | Temporada | Episódios | Episódios | Originalmente exibido  | Originalmente exibido |
| Temporada | Temporada | Episódios | Episódios | Estreia da temporada   | Final da temporada    |
| --------- | --------- | --------- | --------- | ---------------------- | --------------------- |
|           | 1         | 10        | 10        | 7 de fevereiro de 2017 | 11 de abril de 2017   |
|           | 2         | 10        | 10        | 21 de junho de 2018    | 16 de agosto de 2018  |

## Recepção
No Rotten Tomatoes, a primeira temporada tem um índice de aprovação de 88%, com base em 16 críticas, com uma classificação média de 7/10. O consenso crítico do site diz: "Orgulhosamente estúpido, mas surpreendentemente comovente, Detroiters mostra um nível impressionante de comprometimento de suas ligações charmosas e bem combinadas - e equilibra seu humor bobo com uma ajuda igual de coração". No Metacritic, a primeira temporada detém uma pontuação de 75 de 100, com base em 11 avaliações, indicando "críticas geralmente favoráveis".